# Озерненська сільська рада (Козелецький район)
Озерне́нська сільська́ ра́да — адміністративно-територіальна одиниця та орган місцевого самоврядування в Козелецькому районі Чернігівської області. Адміністративний центр — село Озерне.

## Загальні відомості
- Населення ради: 351 особа (станом на 2001 рік)

## Населені пункти
Сільській раді підпорядковані населені пункти:
- с. Озерне

## Склад ради
Рада складається з 12 депутатів та голови.
- Голова ради: Скоба Ольга Григорівна
- Секретар ради: Овдієнко Наталія Василівна

### Керівний склад попередніх скликань
| Прізвище, ім'я, по батькові | Основні відомості                                                                       | Дата обрання | Дата звільнення |
| --------------------------- | --------------------------------------------------------------------------------------- | ------------ | --------------- |
| Мацуй Тамара Василівна      | Сільський голова, 1958 року народження, позапартійна                                    | 26.03.2006   | 01.02.2010      |
| Скоба Ольга Григорівна      | Сільський голова, 1968 року народження, освіта середня спеціальна, позапартійна         | 20.06.2010   | 31.10.2010      |
| Скоба Ольга Григорівна      | Сільський голова, 1968 року народження, освіта середня спеціальна, член Партії регіонів | 31.10.2010   |                 |

Примітка: таблиця складена за даними сайту Верховної Ради України

### Депутати
За результатами місцевих виборів 2010 року депутатами ради стали:

#### За суб'єктами висування
| Суб'єкт висування                                       | Кількість обраних депутатів | %  |
| ------------------------------------------------------- | --------------------------- | -- |
| Партія регіонів                                         | 6                           | 50 |
| Політична партія Всеукраїнське об'єднання «Батьківщина» | 3                           | 25 |
| Самовисування                                           | 3                           | 25 |

#### За округами
| № округу                                                | Прізвище, ім'я, по батькові  | Дата визнання обраним | Освіта             | Партійна приналежність                        | Відомості про обраного депутата                        |
| ------------------------------------------------------- | ---------------------------- | --------------------- | ------------------ | --------------------------------------------- | ------------------------------------------------------ |
| Партія регіонів                                         |                              |                       |                    |                                               |                                                        |
| 2                                                       | Шиндир Надія Миколаївна      | 03.11.2010            | середня            | позапартійна                                  | Сільський будинок культури, техпрацівник               |
| 4                                                       | Щур Олександр Григорович     | 03.11.2010            | середня            | позапартійний                                 | тимчасово не працює                                    |
| 7                                                       | Овдієнко Ярослав Петрович    | 03.11.2010            | середня            | позапартійний                                 | тимчасово не працює                                    |
| 9                                                       | Скоба Володимир Іванович     | 03.11.2010            | середня            | позапартійний                                 | тимчасово не працює                                    |
| 10                                                      | Паномар Галина Володимирівна | 03.11.2010            | середня            | позапартійна                                  | Озерненська сільська рада, техпрацівник                |
| 11                                                      | Овдієнко Наталія Василівна   | 03.11.2010            | середня спеціальна | позапартійна                                  | Озерненська сільська рада, секретар                    |
| Політична партія Всеукраїнське об'єднання «Батьківщина» |                              |                       |                    |                                               |                                                        |
| 3                                                       | Сушко Павло Григорович       | 03.11.2010            | середня            | член Всеукраїнського об'єднання «Батьківщина» | пенсіонер                                              |
| 5                                                       | Опанасенко Любов Василівна   | 03.11.2010            | середня            | член Всеукраїнського об'єднання «Батьківщина» | Козелецький територіальний центр, соціальний працівник |
| 12                                                      | Отрошко Ірина Михайлівна     | 03.11.2010            | середня            | член Всеукраїнського об'єднання «Батьківщина» | Озерненська бібліотека, бібліотекар                    |
| Самовисування                                           |                              |                       |                    |                                               |                                                        |
| 1                                                       | Смірнов Михайло Миколайович  | 03.11.2010            | середня            | позапартійний                                 | тимчасово не працює                                    |
| 6                                                       | Отрошко Валентина Кузьмівна  | 03.11.2010            | середня            | позапартійна                                  | Козелецький територіальний центр, соціальний працівник |
| 8                                                       | Кирпа Василь Леонідович      | 03.11.2010            | середня            | позапартійний                                 | ТОВ «Любеч», єгер                                      |